# Ciudad Ixtepec
Ciudad Ixtepec là một đô thị thuộc bang Oaxaca, México. Năm 2005, dân số của đô thị này là 24181 người.